# Красочуб
Красочуб (Cephalopterus) — рід горобцеподібних птахів родини котингових (Cotingidae). Поширений в тропічних лісах Центральної та Південної Америки. Як правило, вони поодинокі, але, як відомо, мешкають у місцях з іншими птахами.
Маючи загальну довжину 35–50 см, красочуб є одним із найбільших представників котингових, а самець красочуба білоокого є найбільшим горобцеподібним у Південній Америці. Середня вага цього птаха коливається від 320 до 570 г, а розмах крил досягає приблизно 66-71 см.

## Види
У роді описано 3 види:
- Красочуб еквадорський (Cephalopterus penduliger)
- Красочуб білоокий (Cephalopterus ornatus)
- Красочуб червоноволий (Cephalopterus glabricollis)